# Шеховцов, Виктор Афанасьевич
Ви́ктор Афана́сьевич Шеховцо́в (род. 6 марта 1948, Приморский край) — советский и российский правовед, кандидат юридических наук, заслуженный юрист Российской Федерации, почётный работник сферы образования Российской Федерации.

## Биография
Окончил юридический факультет Дальневосточного государственного университета (сентябрь 1970 г. — июнь 1975 г.). Ассистент (октябрь 1975 — декабрь 1978), старший преподаватель (декабрь 1978 — март 1987), доцент (март 1987—1989, июль 1993 — октябрь 1997) кафедры государственного и международного права Дальневосточного государственного университета.
Профессор кафедры государственного и административного права Юридического института ДВГУ (октябрь 1997 г. — 2011 г.). Профессор кафедры конституционного и административного права Юридической школы ДВФУ (2011—2022).
Без отрыва от основной работы обучался в аспирантуре юридического факультета Московского государственного университета им. М. В. Ломоносова (октябрь 1980 — июнь 1984). В апреле 1985 г. — защитил диссертацию на соискание ученой степени кандидата юридических наук в МГУ им. М. В. Ломоносова (г. Москва) «Организация работы исполнительных комитетов краевых (областных) Советов». В марте 1989 г. присвоено ученое звание доцент.
Заместитель декана юридического факультета Дальневосточного государственного университета (декабрь 1987—1989).
1989—1991 гг. — народный депутат СССР (избран по Владивостокскому территориальному избирательному округу № 97); член Совета Союза Верховного Совета СССР, председатель подкомитета Комитета Верховного Совета СССР по вопросам работы Советов народных депутатов, развития управления и самоуправления (апрель 1990 — январь 1991); заместитель председателя Комитета Верховного Совета СССР по законодательству (январь 1991 г. — январь 1992).
Участвовал в формировании правового государства, развитии парламентаризма, совершенствовании законодательства, разработке и принятии поправок к Конституции Союза ССР, Закона "О местном самоуправлении и местном хозяйстве в СССР ", Основ гражданского законодательства и других законов переходного периода. Многие принципы и нормы, созданные народными депутатами в 1989—1991 годах (принципы разделения властей, многопартийность, свобода слова, плюрализм мнений, институт Президента — главы государства), закреплены в действующей Конституции Российской Федерации.
В соответствии с постановлением Верховного Совета СССР в январе 1991 г. была создана парламентская группа, которая вылетела в Грузию, провела переговоры с участниками вооружённого конфликта. Руководитель делегации В. А. Шеховцов, заместитель председателя Комитета Верховного Совета СССР по законодательству в г. Тбилиси обсуждал проблемы с Президентом Республики Грузия, в г. Цхинвали — с руководителями Юго — Осетии. Удалось, к сожалению, только на время прекратить вооружённую борьбу.
Декан государственно-правового факультета Юридического института Дальневосточного государственного университета (март 1997 г. — 2009 г.).
Работал в Учёных Советах Юридического института ДВГУ, Дальневосточного государственного университета, Дальневосточного федерального университета, а также Диссертационного Совета Юридического института ДВГУ.
За достигнутые трудовые успехи, значительный вклад в социально-экономическое развитие Российской Федерации, реализацию внешнеполитического курса Российской Федерации, заслуги в гуманитарной сфере, многолетнюю добросовестную работу, активную общественную деятельность 22 мая 2014 г. присвоено почетное звание Заслуженный юрист Российской Федерации.
20 августа 2019 г. за значительные заслуги в сфере образования и многолетний добросовестный труд Шеховцову Виктору Афанасьевичу присвоено почетное звание Почётный работник сферы образования Российской Федерации.

## Награды и поощрения
1. Медаль «300 лет Российскому флоту» № 0136745.[3]
2. Памятный знак Председателя Государственной Думы «100 лет со дня учреждения Государственной Думы России» № 0121, 27.04.2006 г.
3. Знак отличия «За заслуги перед Владивостоком» 2 степени. Распоряжение главы города Владивостока от 21 октября 2008 года № 374-р.
4. Почетная грамота министерства образования и науки РФ. Приказ заместителя Министра от 20 января 2010 года № 55 /к-н.
5. Почетное звание « Заслуженный юрист Российской Федерации».[4]
6. Почетное звание « Почётный работник сферы образования Российской Федерации». Приказ Министра Минобрнауки № 184 к /н от 20 августа 2019 г.
7. Почетная грамота Губернатора Приморского края. Распоряжение Губернатора от 06 марта 2003 г. № 55-рл.
8. Почетная грамота Законодательного Собрания Приморского края. Распоряжение Председателя Законодательного Собрания от 25.09.2003 № 339.
9. Почетная грамота Законодательного Собрания Приморского края. Распоряжение Председателя Законодательного Собрания от 16.12.2013 № 1443.
10. Благодарность Губернатора Приморского края. Распоряжение Губернатора Приморского края от 25.09.2018 № 201-рг.

## Научные труды
Автор 72 работ — монографий, учебников и научных статей, среди которых:
1. Совершенствование подготовки заседаний исполнительных комитетов краевых, областных Советов // Вестн. Моск. ун-та. Сер. 4, Право. — 1982. — № 5.
2. Влияние позиции развивающихся стран на закрепление концепции 200-мильной исключительной зоны в Конвенции по морскому праву // Мировой океан: Тез. докл. IV Всесоюз. конф. Секция 15. — Владивосток: ДВНЦ АН СССР, 1983.
3. Организация работы исполнительных комитетов краевых, областных Советов народных депутатов: Автореф. дис. … канд. юрид. наук / МГУ им. М. В. Ломоносова. — М., 1985.[5]
4. Мысли о статусе. Не забыть о поручениях избирателей // Нар. депутат. — М., 1990. — № 3.
5. Развитие парламентаризма // Сборник выступлений на парламентской советско-американской научной конференции. — М.: Изд. АОН СССР, 1991.
6. О задачах юридического образования в России // Правоведение. — 1998. — № 2.[6]
7. Развитие российского парламентаризма. Монография — Владивосток: Дальнаука, 2002. — 321 с.[7]
8. Становление отечественного парламентаризма // Парламент и парламентские процедуры: Сб. — М.: Изд-во МГУ, 2002.[8]
9. Взаимоотношения органов законодательной (представительной) и исполнительной власти субъектов Российской Федерации: правовые основы, содержание, организационно — правовые формы: Монография /В. А. Шеховцов, Ю. Ю. Попова — Владивосток : Изд — во Дальневост. федерал. ун-та, 2011. — 160 с.[9]
10. Конституционное право Российской Федерации. Курс лекций. — Владивосток: Изд-во Дальневост. федерал. ун-та. 2011. — 308 с.[10]
11. Съезд наших надежд // Конституционное и муниципальное право. 2014. № 7.[11]
12. Правовое регулирование лоббистской деятельности в России и странах Азиатско — Тихоокеанского региона //Шеховцов В. А., Яворский А. Д. Конституционное и муниципальное право. 2018. № 8.[12]
13. Этапы создания действующей Конституции России // Конституционное и муниципальное право. 2019. № 4.[13]
14. О совершенствовании формы правления в России // Шеховцов В. А., Абоян А. А. Юридическая наука. 2020. № 8.[14]